# Gratáž

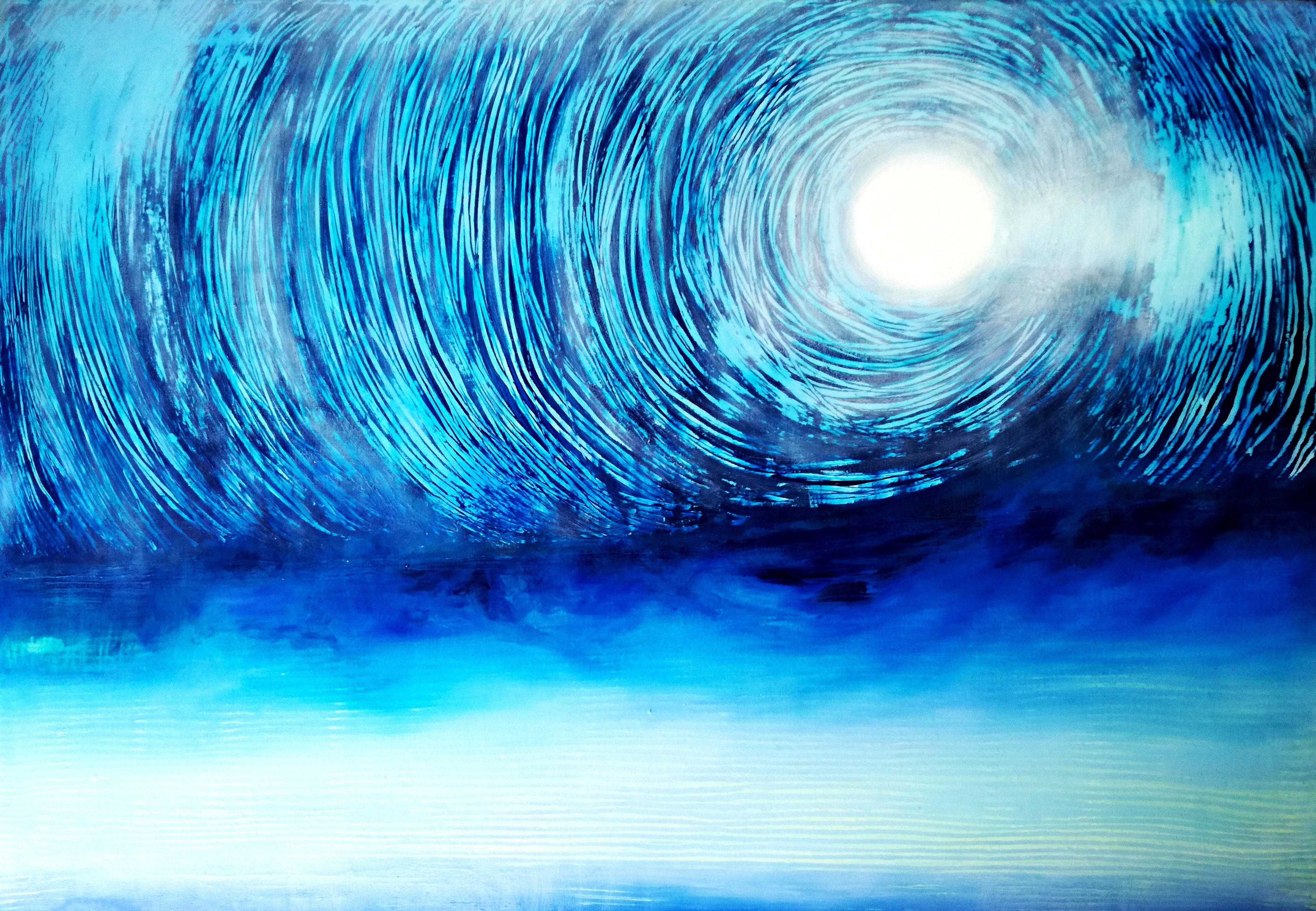
Gratáž

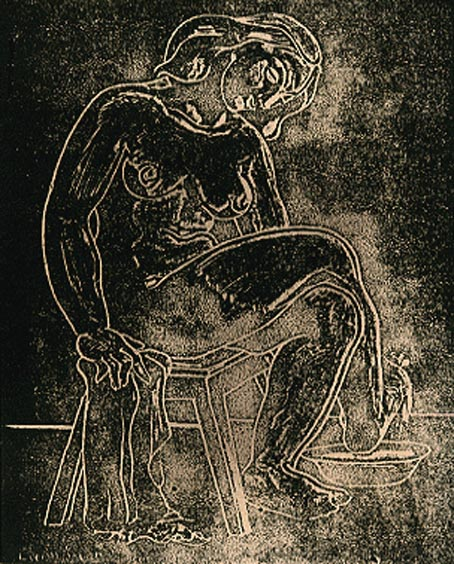
Obraz Femme à sa toilette, gratáž (autor: Enrico Campagnola)

Gratáž je malířská technika, při níž se barvy nejdříve nanášejí v několika silných vrstvách na sebe. Po zaschnutí jsou barevné vrstvy pomocí nožíku (šábru) opět částečně seškrabány, čímž je dosaženo nového, víceméně náhodného strukturování. Průkopníky této techniky byli Max Ernst a Joan Miró. Max Ernst začal tuto techniku praktikovat v roce 1925. Z českých malířů používal techniku gratáže Stanislav Podhrázský.